# 约瑟普·杰尔贾
约瑟普·杰尔贾（1937年11月24日—），克罗地亚男子篮球运动员。他曾代表南斯拉夫参加1960年和1964年夏季奥林匹克运动会篮球比赛，分别获得第六名和第七名。